# Famine de 1993 au Soudan du Sud
La famine de 1993 au Soudan est un épisode de famine qui s'est produit en l'an 1993. Il s'est produit durant une période de troubles politiques et durant la guerre civile au Soudan.

## Conséquences
A Kongor, la famine a fait 20 000 morts et 100 000 personnes ont quitté la région.

## La Fillette et le Vautour
Cette famine a fait l'objet de la photographie lauréate du prix Pulitzer, La Fillette et le Vautour, prise par le photojournaliste sud-africain Kevin Carter. Carter s'est suicidé peu de temps après avoir reçu le prix, notamment à cause du traumatisme causé par le fait d'avoir été témoin des effets de la famine.